# Leptodontium exasperatum
Leptodontium exasperatum là một loài Rêu trong họ Pottiaceae. Loài này được Cardot mô tả khoa học đầu tiên năm 1909.